# Хочин
Хо́чин — село в Україні, у Миляцькій сільській громаді Сарненського району Рівненської області. Відповідно до Розпорядження Кабінету Міністрів України від 12 червня 2020 року № 722-р «Про визначення адміністративних центрів та затвердження територій територіальних громад Рівненської області» увійшло до складу Миляцької сільської громади. Населення становить 102 особи (2011).

## Назва
Польською мовою згадується як Chocin, російською — як Хочинъ.

## Географія
Село розташоване на півночі Сарненського району, за 32 км від м. Дубровиця та 34 км від автошляху Н25. Відстань до залізничної станції Удрицьк становить 5 км.[джерело?]
Сусідні населені пункти:[джерело?]

### Клімат
Клімат у селі вологий континентальний («Dfb» за класифікацією кліматів Кеппена). Опадів 614 мм на рік. Найменша кількість опадів спостерігається в лютому й сягає у середньому 29 мм. Найбільша кількість опадів випадає в червні — близько 89 мм. Різниця в опадах між сухими та вологими місяцями становить 60 мм. Пересічна температура січня — -5,6 °C, липня — 18,6 °C. Річна амплітуда температур становить 24,2 °C.
| Клімат Хочина                     | Клімат Хочина | Клімат Хочина | Клімат Хочина | Клімат Хочина | Клімат Хочина | Клімат Хочина | Клімат Хочина | Клімат Хочина | Клімат Хочина | Клімат Хочина | Клімат Хочина | Клімат Хочина | Клімат Хочина |
| Показник                          | Січ.          | Лют.          | Бер.          | Квіт.         | Трав.         | Черв.         | Лип.          | Серп.         | Вер.          | Жовт.         | Лист.         | Груд.         | Рік           |
| Середній максимум, °C             | −2,6          | −1,3          | 3,4           | 12,4          | 19,3          | 22,9          | 23,9          | 23,1          | 18,2          | 11,7          | 4,7           | −0,1          | 11,3          |
| Середня температура, °C           | −5,6          | −4,5          | −0,3          | 7,5           | 13,7          | 17,5          | 18,6          | 17,7          | 13,2          | 7,7           | 2,2           | −2,6          | 7,1           |
| Середній мінімум, °C              | −8,6          | −7,7          | −4            | 2,7           | 8,2           | 12,1          | 13,3          | 12,3          | 8,3           | 3,8           | −0,2          | −5,1          | 2,9           |
| Норма опадів, мм                  | 36            | 29            | 29            | 42            | 56            | 89            | 82            | 65            | 57            | 45            | 42            | 42            | 614           |
| --------------------------------- | ------------- | ------------- | ------------- | ------------- | ------------- | ------------- | ------------- | ------------- | ------------- | ------------- | ------------- | ------------- | ------------- |
| Джерело: Climate-Data.org (англ.) |               |               |               |               |               |               |               |               |               |               |               |               |               |

## Історія
Перша згадка про село Хочин була за часів цариці Катерини ІІ — вона передала у володіння цю землю Фонци-Умці Туркмінстанському, який пізніше у 19ст. став продавати її заможним переселенцям з Білорусі, Чернігівської області, Київської та Полтавської областей. Земля була захаращена — кругом були ліси, болота і торфовища. Але 20 родин переселенців побудували собі оселі, почали займатися землеробством, розводили худобу, вирощували та продавали ячмінь, платили податки. Династії прізвищ цих родів ще й до цього часу залишились і проживають в селі Хочин. Збереглись записи, що 1903 року у селі Хочин проживали сім'ї Доскачів, Матвієвичів, Лавренюків, Петренків, Вовкодавів, Костючків, Поляків, Боричевських, Пешків, Гембицьких, Протосавицьких, Кисілів, Колбів, Покоєвців, Лозицьких, Денищичів. Їхні пращури будували свої оселі в урочищах, де купували собі землю. Пізніше вони стали поселятись в селі, а урочища й до цього часу мають свої колишні назви: Рожкове, Соломініне, Ковбине, Кузкове, Доскоцьких, Перепелицеве, Поросне, Вовкодавове. Існує думка, що назва села Хочин походить від дієслова «хотіти, хочеться, хочеш» тому, що люди хотіли жити, працювати на цій землі.[джерело?]
1855 року село згадується в документах як частина Волинської губернії.[джерело?]
До 1917 року село входило до складу Російської імперії. У 1906 році хутір Хочин входило до складу Висоцької волості Рівненського повіту Волинської губернії Російської імперії. У 1918—1920 роки нетривалий час перебувало в складі Української Народної Республіки.
У 1921—1939 роки входило до складу Польщі. У 1921 році село входило до складу гміни Висоцьк Сарненського повіту Поліського воєводства Польської Республіки. 1 січня 1923 року розпорядженням Ради Міністрів Польщі Висоцька гміна вилучена із Сарненського повіту і включена до Столінського повіту. У 1935 році хутір Хочин разом із селом Жадень та хуторами Хочин Миляцький, Баранець та Висока Заросля належало до громади Жадень гміни Висоцьк Поліського воєводства.
Після вересневих подій 1939 року в с. Удрицьк, Смородськ, Хочин створили органи радянської влади, селянські комітети. В грудні 1940 року було створено Хочинську сільську раду, були відкриті початкова школа, сільський клуб, бібліотека, фельдшерський пункт, магазин.[джерело?]
У липні — серпні 1941 року житель с. Хочин Олексій Ососкало, буквально в перші дні війни створив підпільну організацію в складі 16 чоловік, яка пізніше стане однією з баз партизанського загону, яку очолив навесні 1942 року висоцький дільничний міліціонер М. Й. Мисюра. Згодом цей загін розростається в один з перших великих загонів на Рівненщині — загін ім. Ворошилова. Через село пройшли бойові дороги партизанського з'єднання Сабурова. Багато односельців полягли в боях: Олексій Вовкодав, Петро Лічинський, Михайло Заїка, Андрій Протосавицький та інші. В числі розстріляних німцями жителів Хочина були цілі сім'і — Твардовських Івана і Якова, Козакових, Заїки.[джерело?]
У січні 1944 року Дубровиччина була визволена від окупантів військами 397-ї стрілецької дивізії 1-го Українського фронту. Велику допомогу червоноармійцям надали партизани з'єднань Сабурова, Бегми, Брянського, Федорова, Ковпака. 13 січня 1944 року село було звільнено від німецьких військ.[джерело?]
У 1947 році село Хочин підпорядковувалося Хочинській сільській раді Висоцького району Ровенської області УРСР.
1947 року в селах Хочин, Удрицьк, Смородськ утворюються колгоспи «Нове життя» та «імені Сталіна». В колгоспі була скотарська ферма, яка налічувала до 200 голів худоби, тракторна бригада та ланка. В 1950 році з метою економічного зміцнення артілі до колгоспу ім. Сталіна приєднується колгосп «Нове життя». В 1960 році приєднався колгосп «Перемога». Об'єднаний колгосп одержав назву «Радянська Україна».[джерело?]
За селом Хочин, де зараз є місток, протікала річка Чаква. Наприкінці 60-х і на початку 70-х років 20 ст.село потрапляє в зону дії меліоративних робіт: вирубували ліси, осушували болота, копали канави до річки Чаква. Меліорація проходила від села Хочин і до Переброд. Через меліоративні роботи річка обміліла, утворились невеликі озера — Мостне, Дульське, Рожкове. В Хочині була встановлена насосна станція. Сьогодні меліоративна система працює лише природним шляхом: насосної станції вже немає, відсутній належний догляд за меліоративними канавами.[джерело?]
Після війни село було повністю відбудоване. 1976 року було прокладено шосейну дорогу. Почала функціонує початкова школа, в якій працювали Кобель Галина Василівна, Леоновець Тетяна Володимирівна, Дворрак Тетяна Василівна. Після встановлення шосейного сполучення з Удрицьком дітей в школі поменшало, тому школа була закрита, а школярів колгоспним автобусом почали відвозити до Удрицька.[джерело?]
Відповідно до прийнятої в грудні 1989 року постанови Ради Міністрів УРСР село занесене до переліку населених пунктів, які зазнали радіоактивного забруднення внаслідок аварії на Чорнобильській АЕС, жителям виплачувалася грошова допомога. Згідно з постановою Кабінету Міністрів Української РСР, ухваленою в липні 1991 року, село належало до зони гарантованого добровільного відселення. На кінець 1993 року забруднення ґрунтів становило 1,42 Кі/км² (137Cs + 134Cs), молока — 4,74 мКі/л (137Cs + 134Cs), картоплі — 0,61 мКі/кг (137Cs + 134Cs), сумарна доза опромінення — 142 мбер, з якої: зовнішнього — 18 мбер, загальна від радіонуклідів — 124 мбер (з них Cs — 113 мбер).

## Населення
Станом на 1 січня 2011 року населення села становить 102 особи.
Станом на 1906 рік на хуторі Хочин було 3 дворів та мешкала 21 особа.
Станом на 10 вересня 1921 року в селі налічувалося 41 будинок та 289 мешканців, з них: 141 чоловік та 148 жінок; 282 православні, 4 юдеї та 3 римо-католики; 272 українці (русини), 12 поляків та 5 євреїв.
Згідно з переписом УРСР 1989 року чисельність наявного населення села становила 163 особи, з яких 95 чоловіків та 68 жінок. На кінець 1993 року в селі мешкало 145 жителів, з них 29 — дітей.
За переписом населення України 2001 року в селі мешкали 133 особи. 100 % населення вказало своєю рідною мовою українську мову.

### Вікова і статева структура
Структура жителів села за віком і статтю (станом на 2011 рік):
| Вік   | Чоловіків | Жінок | Разом |
| ----- | --------- | ----- | ----- |
| 0-17  | 8         | 5     | 13    |
| 18-39 | 18        | 8     | 26    |
| 40-59 | 13        | 17    | 30    |
| 60+   | 14        | 19    | 33    |
| Разом | 53        | 49    | 102   |

### Соціально-економічні показники
| Працездатне населення | Працездатне населення | Працездатне населення | Працездатне населення | Працездатне населення | Працездатне населення | Непрацездатне населення | Непрацездатне населення | Непрацездатне населення | Непрацездатне населення | Непрацездатне населення | Непрацездатне населення | Все населення |
| Чоловіки              | Чоловіки              | Жінки                 | Жінки                 | Разом                 | Разом                 | Чоловіки                | Чоловіки                | Жінки                   | Жінки                   | Разом                   | Разом                   | 102           |
| ос.                   | %                     | ос.                   | %                     | ос.                   | %                     | ос.                     | %                       | ос.                     | %                       | ос.                     | %                       | 102           |
| --------------------- | --------------------- | --------------------- | --------------------- | --------------------- | --------------------- | ----------------------- | ----------------------- | ----------------------- | ----------------------- | ----------------------- | ----------------------- | ------------- |
| 26                    | 25                    | 13                    | 12                    | 39                    | 38                    | 20                      | 19                      | 32                      | 31                      | 52                      | 51                      | 102           |

| Зайняті  | Зайняті  | Зайняті | Зайняті | Зайняті | Зайняті | Безробітні | Безробітні | Безробітні | Безробітні | Безробітні | Безробітні | Все населення |
| Чоловіки | Чоловіки | Жінки   | Жінки   | Разом   | Разом   | Чоловіки   | Чоловіки   | Жінки      | Жінки      | Разом      | Разом      | 102           |
| ос.      | %        | ос.     | %       | ос.     | %       | ос.        | %          | ос.        | %          | ос.        | %          | 102           |
| -------- | -------- | ------- | ------- | ------- | ------- | ---------- | ---------- | ---------- | ---------- | ---------- | ---------- | ------------- |
| 275      | 18       | 239     | 15      | 514     | 33      | 114        | 7          | 72         | 5          | 186        | 12         | 102           |

## Політика

### Органи влади
Місцеві органи влади представлені Миляцькою сільською громадою.

### Вибори
Село входить до виборчого округу № 155. Станом на 2011 рік кількість виборців становила 87 осіб.

## Культура
У селі працює Хочинський сільський клуб на 70 місць.
Туристичним об'єктом в с. Хочин є агросадиба Денищича Миколи Даниловича. Тут туристів зустрінуть господарі, покажуть типову поліську хату середини XX ст. з її облаштунками, розкажуть історію поселення, почастують медом. Для невеликої групи мандрівників агросадиба надає місце для проживання (2 кімнати в одноповерховому цегляному будинку, телефон, криниця). У залежності від пори року може бути споряджена риболовля, похід за грибами, ягодами, полювання, робота на пасіці та в саду.[джерело?]

## Інфраструктура
У селі діє фельдшерсько-акушерський пункт.[джерело?]

## Галерея

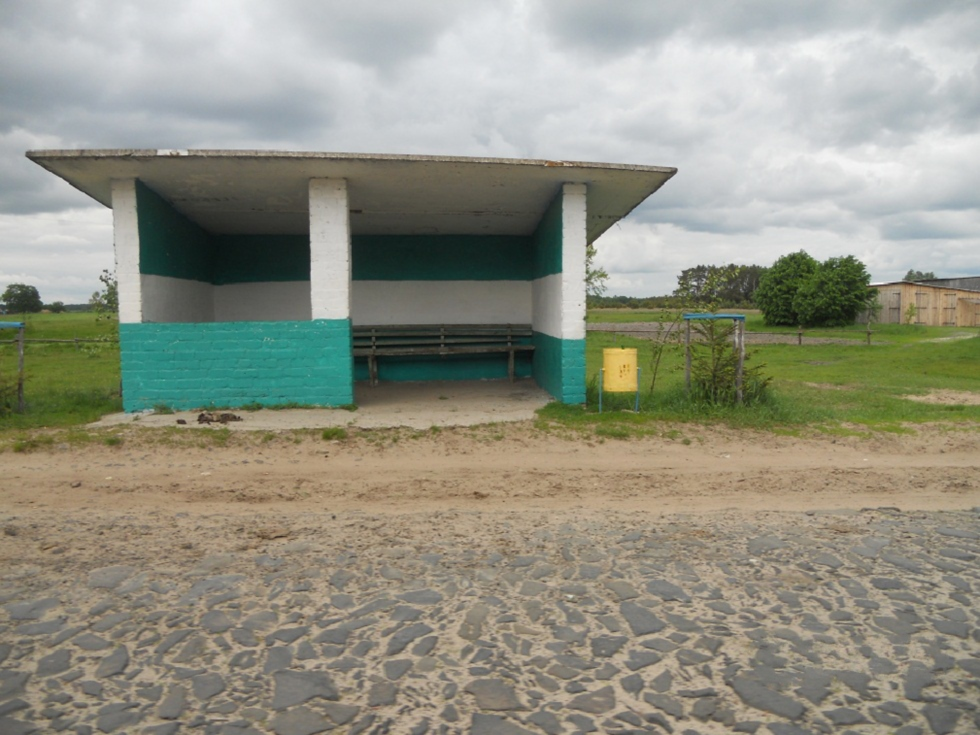
Автобусна зупинка
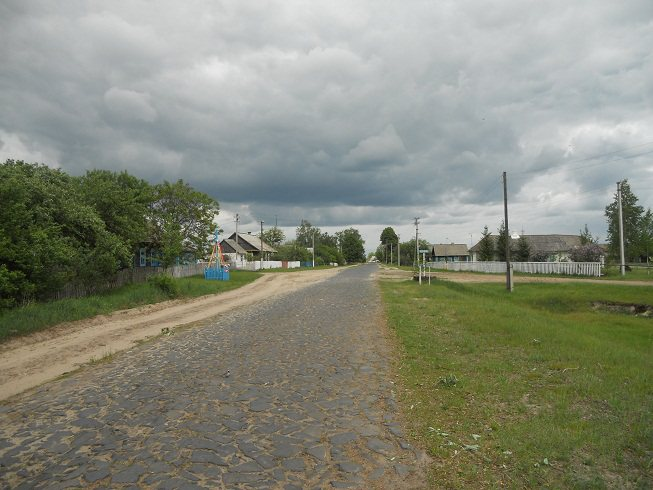
В'їзд в село зі сторони села Удрицьк
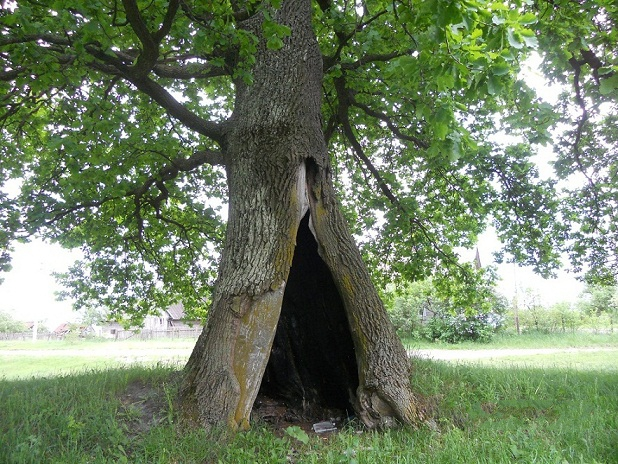
Дуб при в'їзді в село
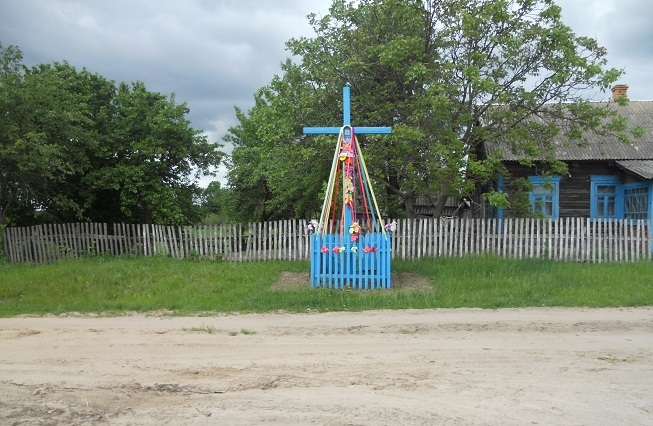
Хрест на центральній вулиці села
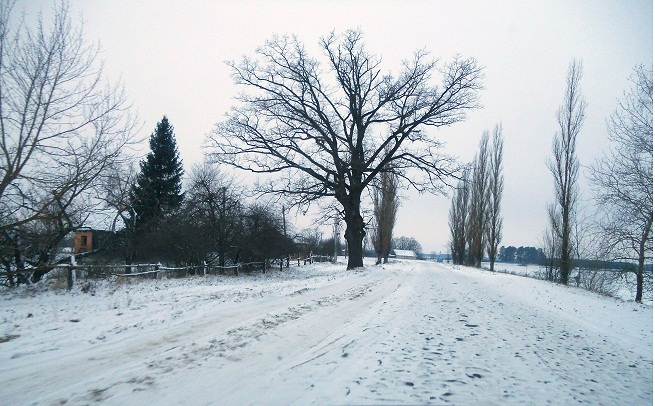
В'їзд у село зі сторони села Жадень
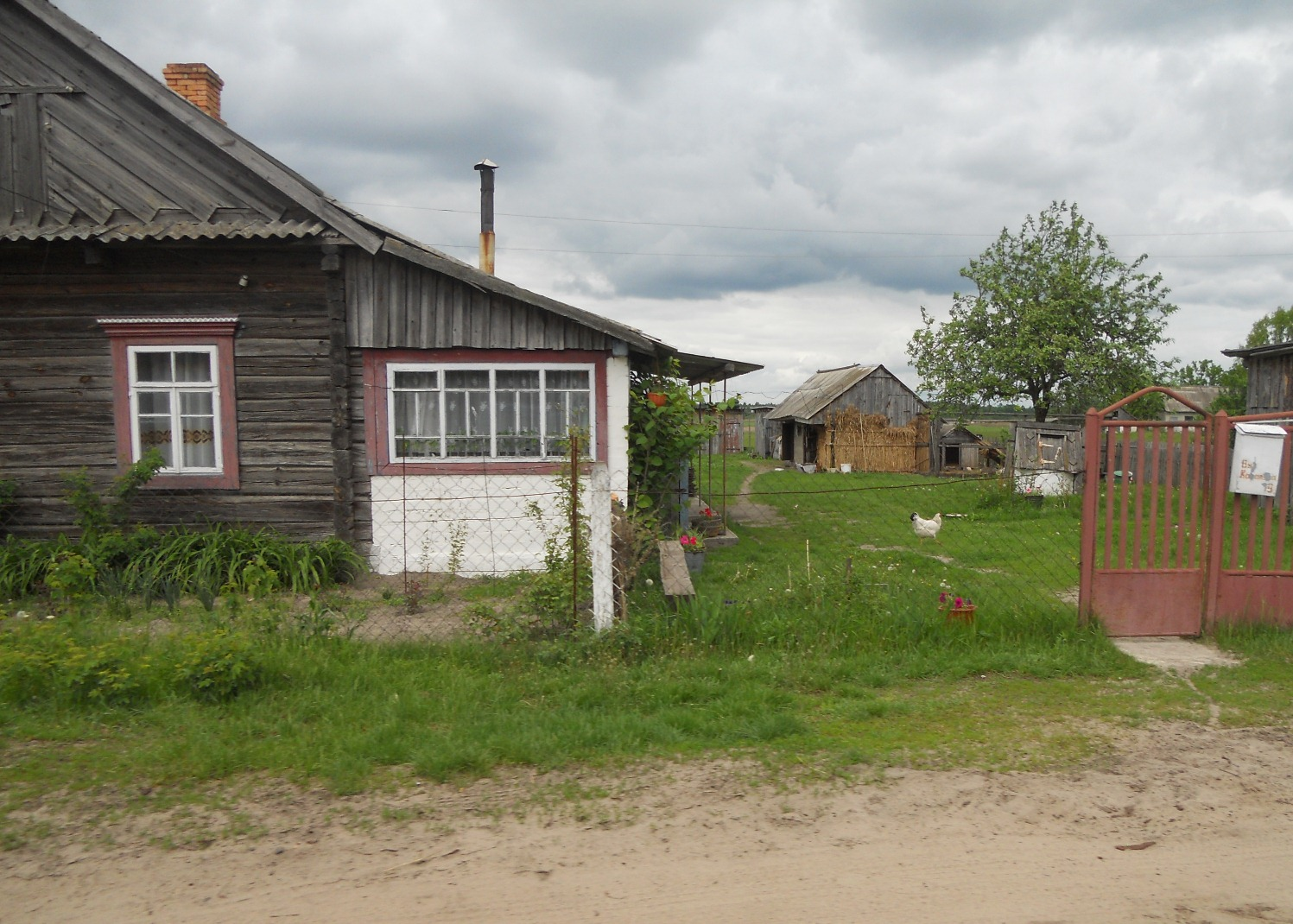
Сільський будинок
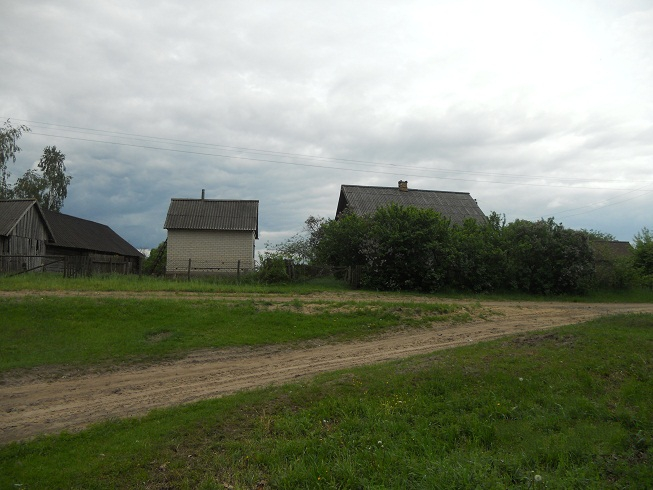
Сільський будинок
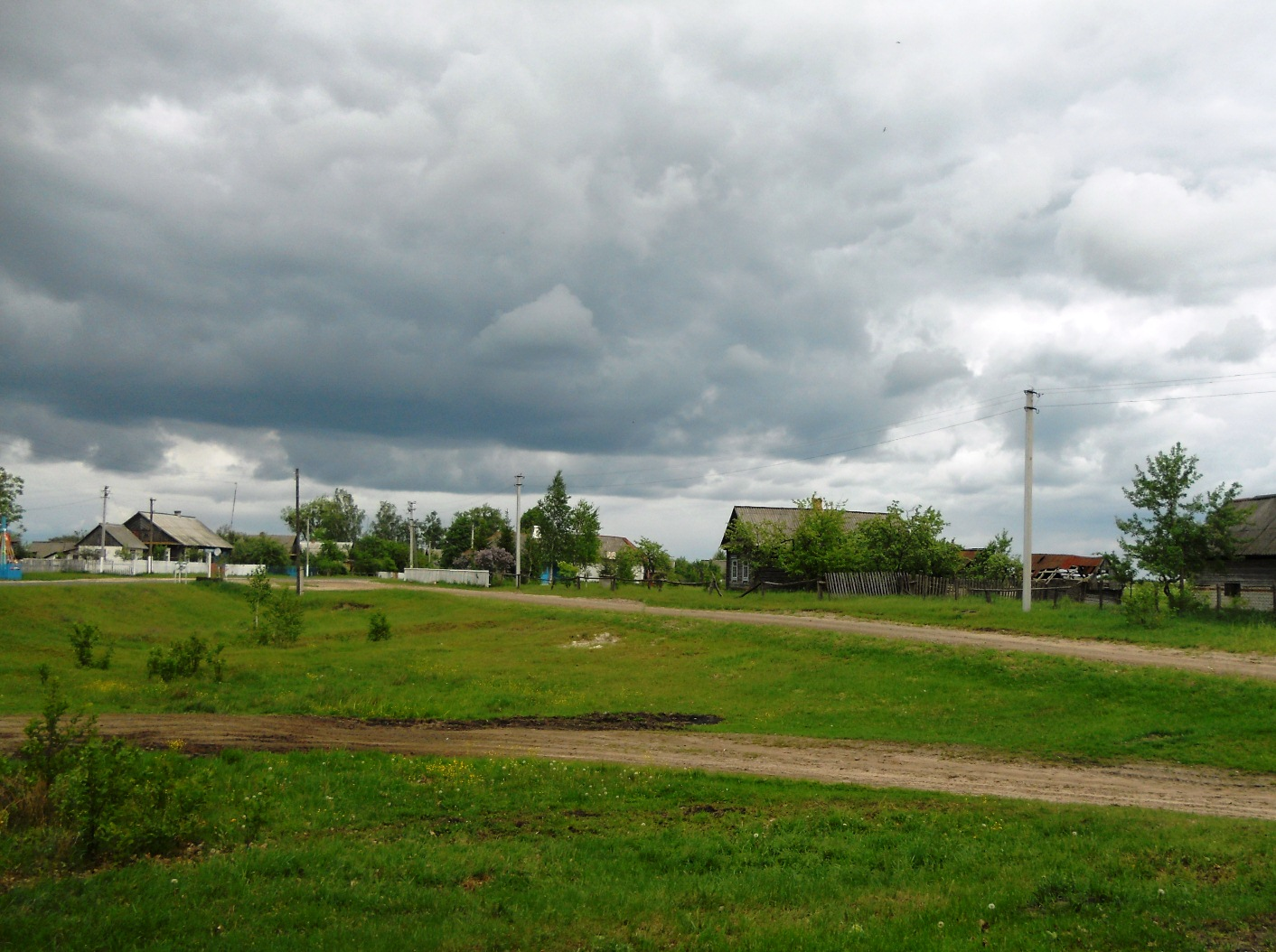
Сільська вулиця
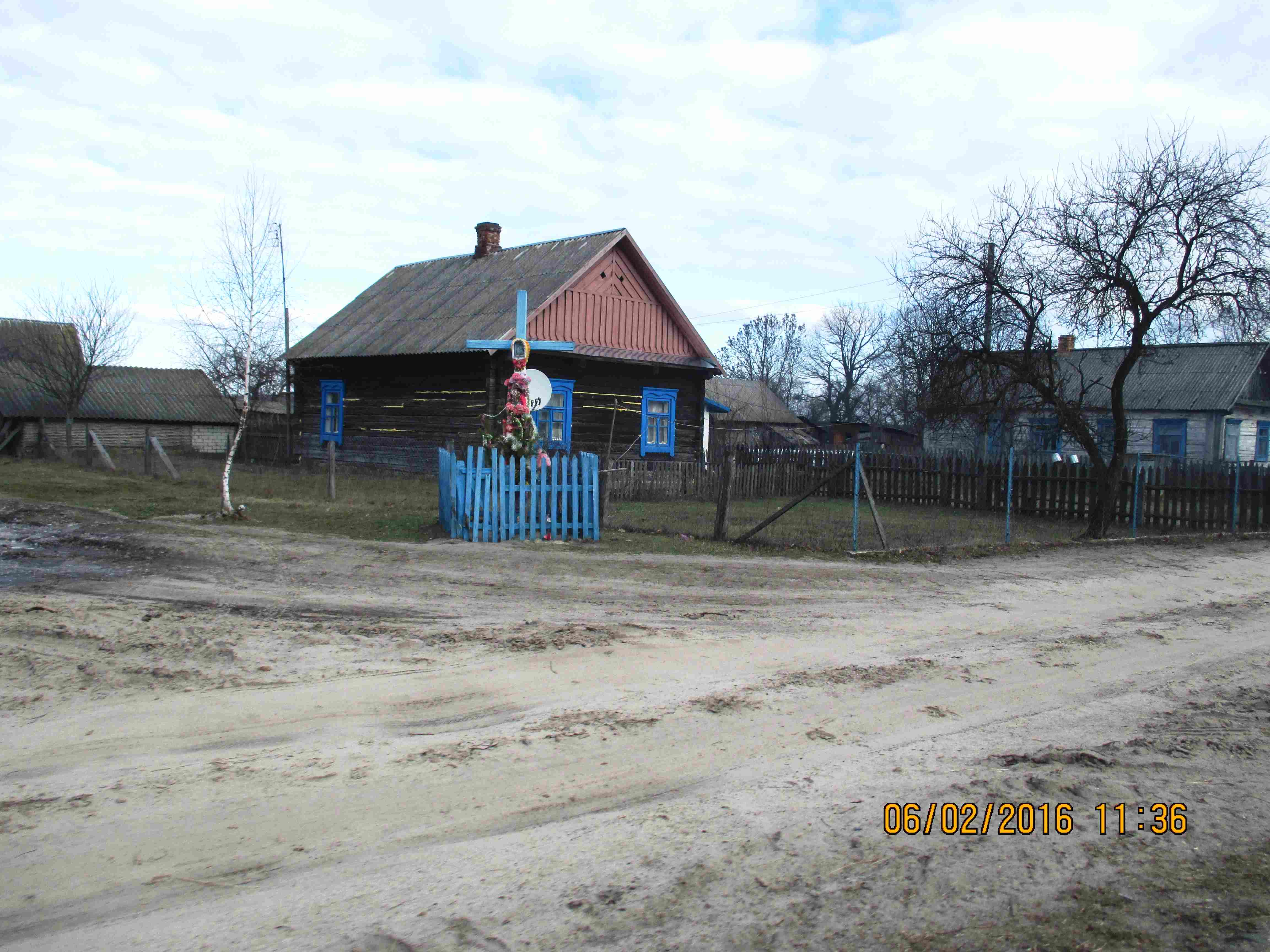
Хрест на роздоріжжі

#### Книги
- Історія міст і сіл Української РСР. Ровенська область. — К. : Головна редакція УРЕ АН УРСР, 1973. — С. 293. — 15 000 прим.
- Chocin, Chotin, wś, pow. roweński // Słownik geograficzny Królestwa Polskiego. — Warszawa : Druk «Wieku», 1880. — Т. I. — S. 601. (пол.) — S. 601. (пол.)

#### Офіційні дані та нормативно-правові акти
- Паспорт Дубровицького району (станом на 1 січня 2011 року) (doc). Дубровицька районна рада. Архів оригіналу за 10 лютий 2015. Процитовано 16 жовтня 2019.

#### Мапи
- Історичний Атлас України / Гол. ред. Л. Винар; Упорядн.: І. Тесля, Е. Тютько. Українське історичне товариство. — Монреаль; Нью-Йорк; Мюнхен, 1980. — 182 с.

#### Інші
- Дячок І. М. Історія села Хочин, дослідження. Запис зроблено зі слів жителя с. Удрицьк — Боричевського Петра Петровича, с. Хочин — Денищича Миколи Даниловича.[неавторитетне джерело]